# مطبخ ليبي
المطبخ الليبي هو تقاليد الطبخ وممارسات وأطعمة وأطباق بمرتبطة بليبيا. وهو جزء من المطبخ المتوسطي والمطبخ المغاربي وتتشابه بشكل خاص بالمطبخ الإيطالي، خاصة في طبخات الباستا والعبمبر والعديد من المأكولات البحرية. أما المطبخ الليبي في الجنوب فيعتمد بشكل أكثر على الفواكه والخضروات التي تشمل التين والتمر والبرتقال والمشمش والزيتون.

## الأطعمة الشائعة والأطباق
الكسكسي هو طبق مغاربي يصنع من القمح وهو من الأكلات الشعبية في الغرب الليبي.
البازين هو طعام ليبي شائع مصنوع من دقيق الشعير وقليل من الدقيق العادي، شكلت بشكل قبة مدورة على النحو السلس وتوضع في منتصف الطبق، وتوضع حول القبة صلصة بالبصل المفروم ولحم الضأن والكركم والملح والفلفل الحريف والفلفل الأسود والحبة والفلفل الأحمر الحلو ومعجون الطماطم ويمكن أيضاً أن تضاف البطاطا وأيضاً يتم غلي البيض وترتيبه حول الطبق، وغالبا ما يتم تقديم الطبق مع الفلفل والليمون .
فتات هو طعام ليبي مشهور وخاصة في الجنوب الليبي، فهو مصنوع من دقيق القمح بحيث يتم خبزه في التنور، وغالباً ما يقدم هذا الغذاء في مناسبات.
البطاطا المبطنة هو طبق شعبي ويتكون من قطع البطاطا المقلية المليئة باللحم المفروم المتبل ومغطاة بالبيض وفتات الخبز .
المبكبكة هي أكلة ليبية شعبية تصنع من أنواع الباستا 

## بعض الأطعمة الشائعة الأخرى
- كعك الزبدة
- الهريسة هي صلصة الفلفل الحار وتعتبر أكلة شائعة في شمال أفريقيا، ومن مكوناتها فلفل حار وتوابل مثل معجون الثوم والكزبرة ومسحوق الفلفل الحار الأحمر وكمون و زيت الزيتون.
- الشربة نوع من الحساء وتحتوي علي لحم وخضار ونعناع ومعجون الطماطم.
- مقروض هو كعك مليء من المنتصف بعجين التمر. وعادة ما تنقش من الأعلى.
- المهلبية.
- القرقوش من اللحم وعادة ما يكون من لحم حيوان بالغ.
- الرُب هو سائل سميك ولونه بني غامق. وهو شراب حلو جداًَ ومستخرج من التمر أو الخروب والتي تستعمل علي نطاق واسع في ليبيا، وتقدم عادة مع العصيدة.
- الشكشوكة تعتبر وجبة الإفطار التقليدية في ليبيا.
- الطاجين.
- العصبان (النقانق التقليدية في ليبيا).

## مشروبات
الشاي الليبي هو مشروب كثيف يقدم في كوب صغير وغالباً ما يكون مصحوباً بالفول السوداني أو اللوز المحمص ويشتهر بوجود الرغوة في أعلى الكوب. ويسمى (شاهي العيلة) بمعنى العائلة نظرا لاعتباره طقسا تتجمع فيه العائلة لتناوله. القهوة العربية أو ما يعرف عالميا بالقهوة التركية وتعرف في ليبيا بالقهوة العربية نسبة لأصلها العربي وتقدم مع الحلويات المحلية وأشهرها المقروض والغريبة. وأيضاً تستهلك المشروبات الغازية. الشاي بالنعناع هو أيضاً مشروب شعبي، إضافة لمشروبات محلية أخرى مثل اللاقبي.